# Paralastor diadema
Paralastor diadema är en stekelart som beskrevs av Rayment 1954. Paralastor diadema ingår i släktet Paralastor och familjen Eumenidae. Inga underarter finns listade i Catalogue of Life.